# Podhorie (district de Banská Štiavnica)
Pour les articles homonymes, voir Podhorie.
Podhorie est un village de Slovaquie situé dans la région de Banská Bystrica.

## Histoire
Première mention écrite du village en 1388.

## Démographie

### Évolution de la population
| Année:               | 1994. | 2004.   | 2014.    | 2024.   |
| -------------------- | ----- | ------- | -------- | ------- |
| Nombre de personnes: | 405   | 381     | 339      | 334     |
| Différence:          |       | -5,92 % | -11,02 % | -1,47 % |

| Année:               | 2023. | 2024. |
| -------------------- | ----- | ----- |
| Nombre de personnes: | 334   | 334   |
| Différence:          |       | +0 %  |